# Colada de los Remedios
La Colada de los Remedios es una vía pecuaria que discurre por el término municipal de Colmenar Viejo en la Comunidad Autónoma de Madrid. España.
Tiene una longitud de 2,05 km y una anchura que varía entre los 10 y 20 m; por ella, actualmente, discurre la carretera M-625 desde los kilómetros 2,7 a 0,5. Su extremo N situado a 985 m.s.n.m parte del Cordel de Cantalojas también llamado Camino de los Santos, junto a la Ermita de Nuestra Señora de los Remedios, y su extremo S situado a 943 m.s.n.m.n, en la confluencia de tres vías pecuarias: el Paso de Ganados del Agua de la Dehesa, el Cordel del Hoyo de Manzanares y el Cordel que desde la Cruz de los Muchos Cantos, va al Alto del Navallar, pasando por la Tejera, junto al Complejo Agropecuario de Colmenar Viejo y a la Cruz de los Muchos Cantos.
Formando parte de la vía pecuaria, en el extremo N se encuentra el Abrevadero de Cuatro Coladas. A 380 m de este punto se encuentra el Descansadero de la Dehesa, un espacio de 42.000 m², que en parte está ocupado por las instalaciones de las Fuerzas Aeromóviles del Ejército de Tierra (FAMET), y a 1,4 km por la derecha se le une la Colada del Camino Viejo de Soto del Real.